# Antalis usitata
Antalis usitata är en blötdjursart som först beskrevs av E.A. Smith 1894.  Antalis usitata ingår i släktet Antalis och familjen Dentaliidae. Inga underarter finns listade i Catalogue of Life.